# Kent (Connecticut)
Kent è un comune degli Stati Uniti d'America, nella contea di Litchfield dello Stato del Connecticut. Si trova al confine con lo Stato di New York. La popolazione è di 3 019 abitanti (2020)

## Geografia fisica

### Territorio
Kent ha un'area complessiva di 128,40 km², di cui 2,9 sono costituiti da acque interne (il 2,26%). La cittadina è tagliata in due dal fiume Housatonic.